# Нижегородская губерния по исследованиям губернского земства
Нижегоро́дская губе́рния по иссле́дованиям губе́рнского зе́мства — название сборника (в трёх выпусках), вышедшего в Санкт-Петербурге в 1896 году и дающего самое общее представление о природных условиях, об экономике Нижегородского края в конце XIX века. Это издание состоит из трёх выпусков и основывается на материалах обширных исследований, проводимых сотрудниками нижегородского губернского земства:
- Естественно-историческое (геологическое, почвенное, географическое и ботаническое) В. В. Докучаева (1882—1886).
- Статистико-экономическое Н. Ф. Анненского и О. Э Шмидта.
- Дополнительное почвенное, а также исследование других предметов земского обложения (недвижимых имуществ, фабрик, заводов, торгово-промышленных заведений).
- Исследование кустарных промыслов, изобилием которых издавна отличался Нижегородский край.

В результате обработки этих обширных сведений и был подготовлен данный сборник.
В первом выпуске содержатся географическая характеристика Нижегородской губернии и статистико-экономический очерк её сельского хозяйства.
Второй выпуск целиком посвящён кустарным промыслам губернии. Надо отметить, что этот очерк, богато украшенный фотографиями, является популяризированным сокращением издания, вышедшего в Нижнем Новгороде в 1894 году под тем же названием.
Третий выпуск объединяет пять очерков по экономической политике нижегородского земства. Здесь рассказано о проблемах переоценки земель, о наиболее важных результатах сельскохозяйственной политики земства, о помощи кустарям и голодающим из-за неурожая 1891—1892 гг., а также о земском страховании от пожаров.
Сборник «Нижегородская губерния по исследованиям губернского земства» давно стал библиографической редкостью. Поэтому И. С. Богомолов подготовил электронное переиздание этого труда в современной орфографии. К настоящему времени оно частично опубликовано в ЭПИ «Открытый текст». Все фотографии отсканированы им же и выложены на Викискладе.

## Общая характеристика исследований нижегородского губернского земства
Систематические работы по исследованию Нижегородской губернии, предпринятые Нижегородским губернским земством, проводились с целью установить основания для правильной оценки имуществ, подлежащих земским сборам.

### Естественно-историческое исследование губернии

#### Геологическое, почвенное, географическое и ботаническое исследование
Было организовано в 1882—1886 гг. под руководством профессора В. В. Докучаева. Исследования на местах проводились в летние месяцы 1882—1884 гг. и касались всех уездов Нижегородской губернии. Труд был необычайно кропотливым:
- Учёные непосредственно посещали все селения каждой волости Нижегородской губернии, включая земли соседних владельцев.
- Вёлся ежедневный журнал, куда записывались впечатления и наблюдения дня, а также проводились многочисленные измерений мощности почв.
- Все учёные в обязательном порядке собирали образцы всех встреченных почв, окаменелостей и горных пород, имеющих практический или научный интерес. Собранные почвенные коллекции впоследствии были подвергнуты химическому и физическому анализу.

Результаты опубликованы в 14 выпусках Материалов к оценке земель Нижегородской губернии (Естественно-историческая часть. Отчет Нижегородскому губернскому земству).

#### Биологическое исследование
Осуществлялось по поручению Санкт-Петербургского общества естествоиспытателей. Эта работа включала в себя исследование фауны губернии (В. Н. Агеенко, А. Н. Краснов и Э. А. Нидергефер). С этой целью в 1886 году губернское земство пригласило хранителя зоологического кабинета Казанского университета Э. Д. Пельцама, коллекционировавшего птиц губернии, и в 1887 году — зоолога Н. А. Верпаховского, подробно исследовавшего рыб, пресмыкающихся и земноводных, встречающихся в пределах губернии.
Результаты опубликованы в монографиях.

### Статистико-экономическое исследование губернии
Им занялось учреждённое в 1887 году статистическое отделение губернской земской управы, которым с начала работ до 1895 г. заведовал Н. Ф. Анненский, а с этого и до 1900-х гг. — бывший сотрудник отделения О. Э. Шмидт. Организация местных статистико-экономических исследований включала в себя:
- ознакомление с различными литературными и документальными данными, относящимися к уездам, подлежащим исследованию.
- Выписку этих данных на карточки — первичная информация для исследователей.
- Непосредственно местное исследование.

Постоянные сотрудники отделения распределяли каждый уезд на районы и в пределах своих районов объезжали все владения частных лиц и крестьянских общин, собирая в каждом владении сведения о нём по установленным программам, которые включали в себя:
1. количество земли и распределение её по угодьям;
2. расположение угодий;
3. формы владения надельной землёй;
4. пашня:
  1. почва и положение полей,
  2. система хозяйства
  3. севооборот и высеваемые хлеба,
  4. удобрение полей,
  5. способ обработки земли,
  6. посевы и урожаи,
  7. продажа и покупка хлеба;
5. выгоны и пастбища;
6. сенокосы:
  1. характеристика сенокосов,
  2. укос сена и качество трав,
  3. продажа и покупка сена;
7. усадьба;
8. лес и условия продовольствия крестьян топливом;
9. подённые платы на земледельческие работы, урочное положение и стоимость производства различных земледельческих работ;
10. условия найма вненадельных и чужеобщинных земель и различные сведения об арендовании земли;
11. сдача и наём надельных земель;
12. неземледельческие промыслы и заработки населения.

Новые данные сразу сверялись со старыми.
В состав местного исследования входила и подворная перепись. Её программа состояла из следующих вопросов:
1. численность и состав населения по полу и возрасту,
2. число грамотных и учащихся, калек и действительных работников,
3. неземледельческие заработки каждого лица, численность скота,
4. размеры надельного и собственного (купчего) землевладения,
5. способы пользования надельной и купчей землёй,
6. аренда разного рода земель.

Важно, что программы подворной переписи значительно расширялись в последующих уездах по сравнению с предыдущими. Земские статистики внимательно прислушивались к советам крестьян: уточнялась формулировка вопросов переписи и вводились новые разделы. Таким образом, оказывалась зримой связь между результатами исследования и неотложными нуждами сельских производителей.
Результаты опубликованы в сборнике «Материалы к оценке земель Нижегородской губернии. Часть экономическая» .

### Дополнительное почвенное исследование губернии
Производилось при участии особых специалистов (Н. М. Сибирцева, Н. А. Богословского и др.) с целью получить более подробные сведения о топографии почв в отдельных уездах.
Разработка всего материала исходила из чисто практической задачи: выяснить географические и общеэкономические условия, в которых находятся исследуемые хозяйства, и сопоставить эти условия с доходностью земель. Это обусловило выбор территориальных единиц, по которым собиралась информация, — «пахотные районы». В пахотный район включалась территория, занятая одним или несколькими смежными владениями, объединённые близкими почвенными и топографическими свойствами. По совокупности географических характеристик каждый район относился к определённому оценочному разряду. Это обеспечивало комплексный подход: связь хозяйственных явлений с качеством почвы, влияние географических и экономических факторов на доходность земель.
Результаты опубликованы

### Исследование обложения недвижимых имуществ и торгово-промышленных предприятий
В 1895 году приступили к исследованию городских недвижимых имуществ, фабрик, заводов и различных торгово-промышленных заведений.
Результаты опубликованы

### Сбор текущих сельскохозяйственных сведений
Начал проводиться с 1891 года. Причина — ожидание голода, необходимость выяснить истинный размер урожая в отдельных местностях губернии и размеров продовольственной помощи, которая может потребоваться.
Впоследствии, с 1892 года цель стала иной: получение и обработка информации по всей Нижегородской губернии для более объективных общих выводов и выяснение сельскохозяйственных потребностей для эффективной помощи деревне со стороны агрономической организации.
Сведения по текущей статистике поступали от местных жителей (они присылали дважды в год бланки с ответами на вопросы программы) и от официальных учреждений (они отвечали на специальные запросы губернской земской управы). Если же точные сведения требовались в сверхсрочном порядке, то организовывались особые статистические экспедиции.
Данные текущей статистики, по возможности, приводились в соответствие с результатами естественно-исторического изучения губернии. Поэтому все данные сводились по волостям и «местностям» (то есть волостям, смежным по географическому положению и сходным по географическим признакам).
Результаты опубликованы

### Метеорологические наблюдения
Проводились с 1893 г., когда были получены деньги на устройство в губернии земских дождемерных станций. Осенью того же года начались и наблюдения над толщиной снежного покрова. Тогда же для этих наблюдений были составлены особые бланки — «дневники погоды». В них заносились сведения об осадках, температуре воздуха, направлении и силе ветра, явлениях в мире растений и животных, полевых работах и т. д.
Результаты опубликованы

### Изучение кустарных промыслов губернии
Оно было организовано на средства Комиссии по исследованию кустарной промышленности России в 1878—1882 гг., работы возглавил А. С. Гациский. Были изучены Нижегородский, Арзамасский, Балахнинский, Васильский, Горбатовский, Макарьевский и Семёновский уезды, однако полностью исследованным оказался только Арзамасский уезд.
В июне 1882 года комиссия отказалась от дальнейшего финансирования, поэтому работы продолжались на деньги Нижегородского губернского земства. Под руководством того же А. С. Гациского сотрудники земства описали 110 различных промыслов в Ардатовском, Васильском, Горбатовском, Княгининском, Лукояновском, Макарьевском и Сергачском уездах. В 1890 году, по просьбе павловских кустарей, бывший заведующий статистическим отделением Н. Ф. Анненский и Д. И. Зверев провели специальное исследование Павловского района.
В 1893 году приступили к обработке имеющихся материалов о кустарной промышленности, чтобы выявить нуждающиеся в поддержке земства промыслы и определить наиболее целесообразную форму этой помощи.
Результаты опубликованы в «Нижегородском сборнике» (Тома VII—X) и в объёмистом труде сотрудника статистического отделения Михаила Александровича Плотникова «Кустарные промыслы Нижегородской губернии», в приложениях к журналам XXX очередного губернского земского собрания.

## Краткая характеристика всех трёх выпусков

### Выпуск II
Текст с примечаниями И. С. Богомолова, пока ещё не полностью опубликованный.

### Выпуск III
Полный текст с примечаниями И. С. Богомолова.